# Оттерндорф
Оттерндорф (нем. Otterndorf) — город в Германии, в земле Нижняя Саксония.
Входит в состав района Куксхафен. Подчиняется союзу общин Ланд-Хадельн. Население составляет 7311 человека (на 31 декабря 2019 года). Занимает площадь 33,54 км². Официальный код — 03 3 52 046.
Имеет футбольную команду под названием : TSV Otterndorf 

## Фотографии

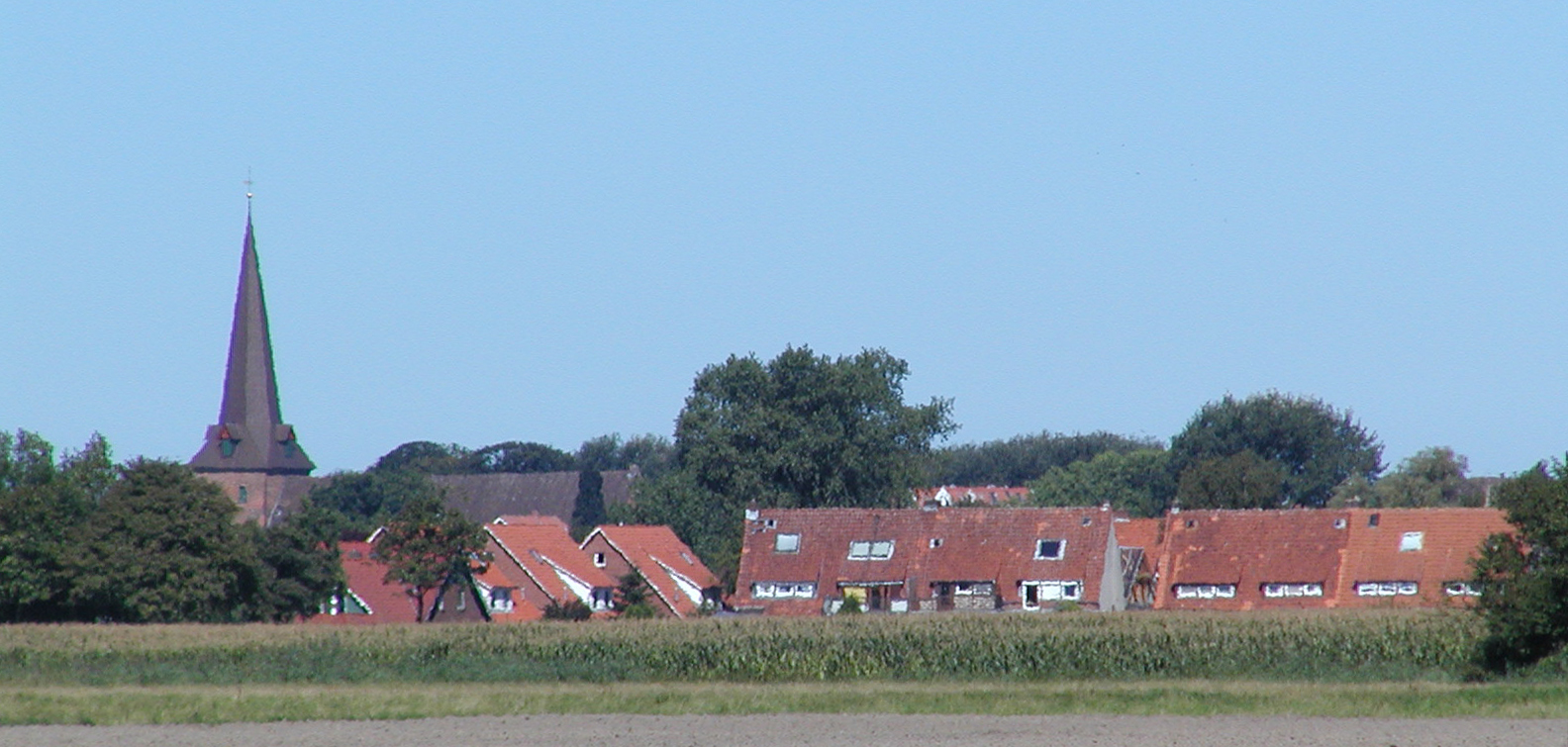
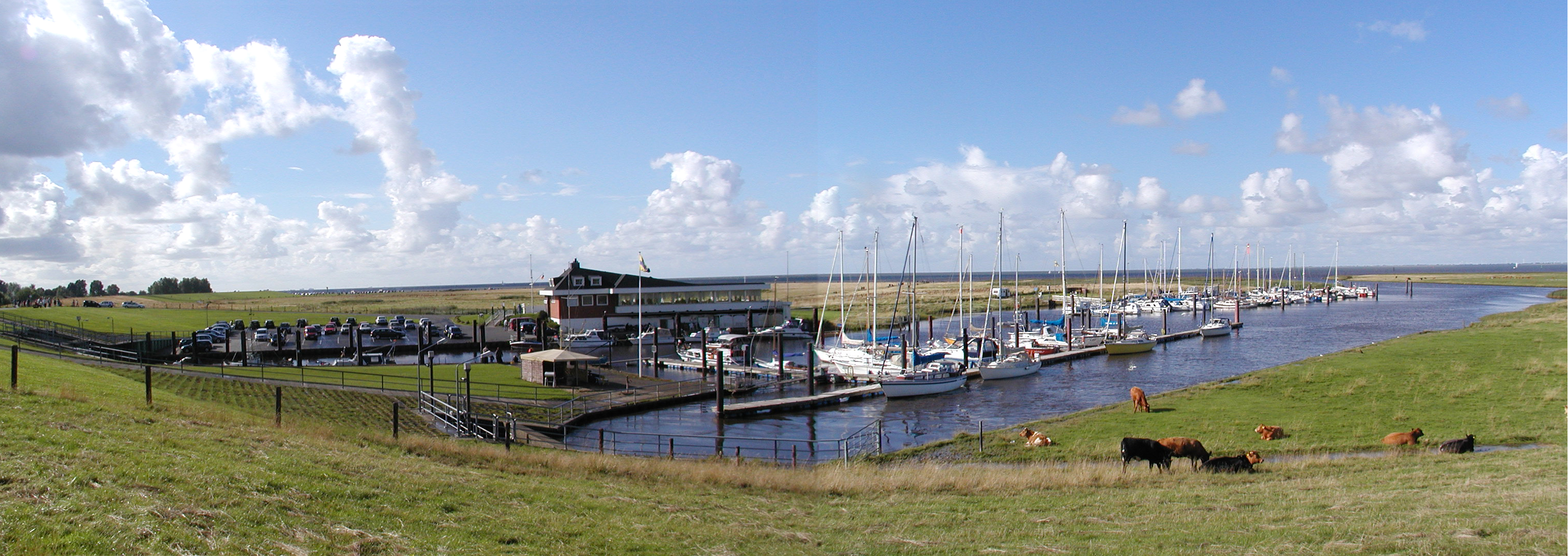
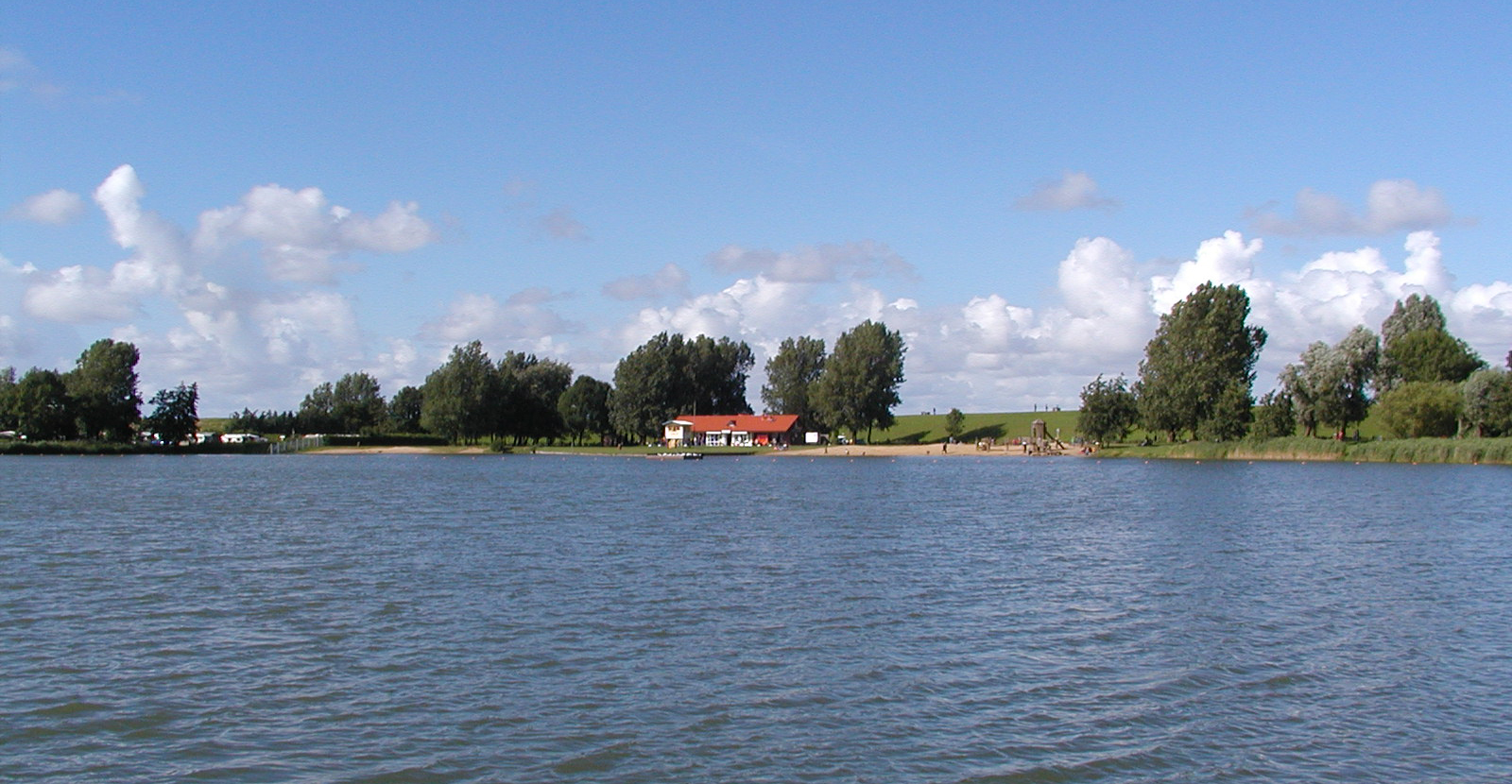
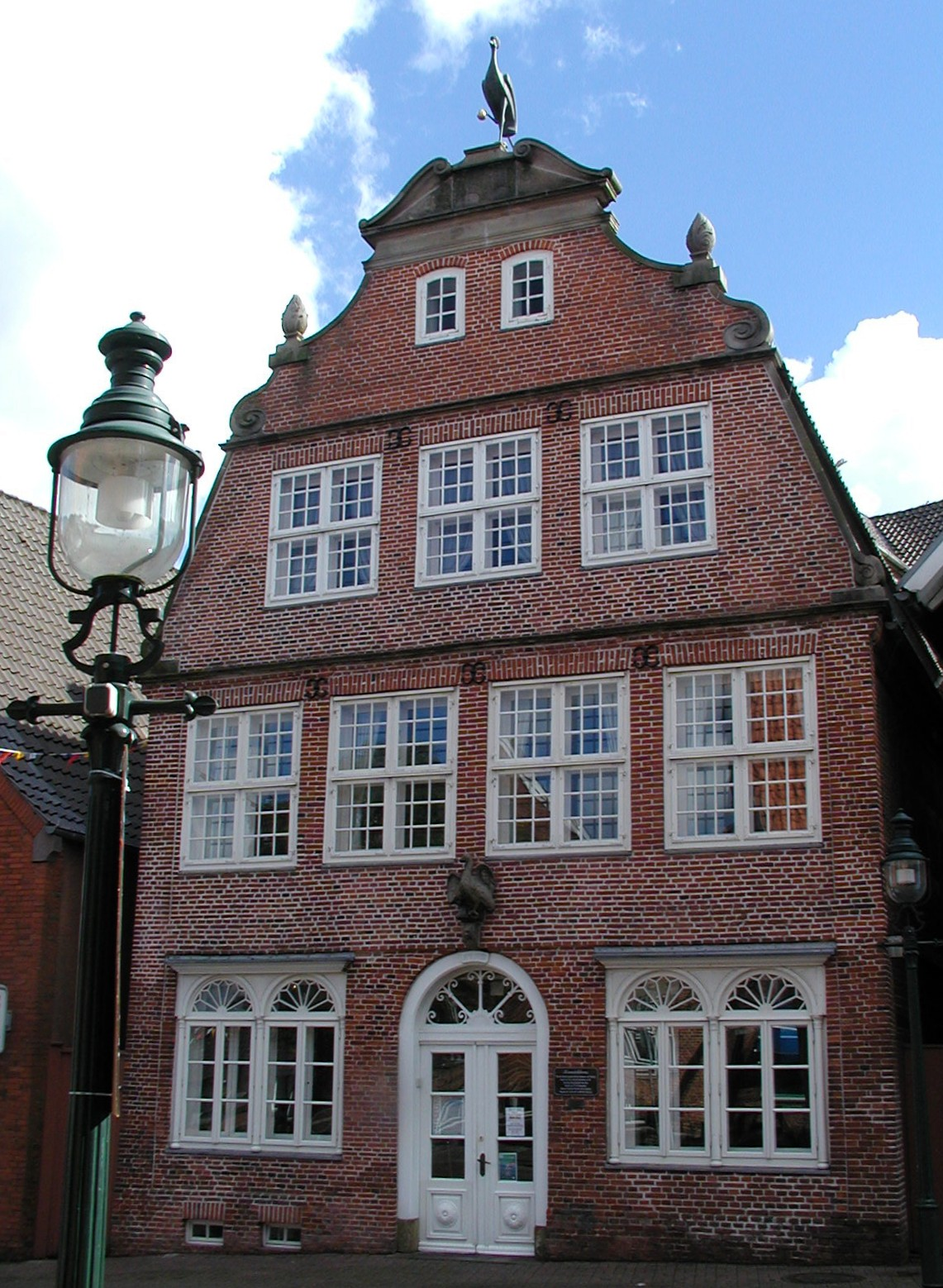
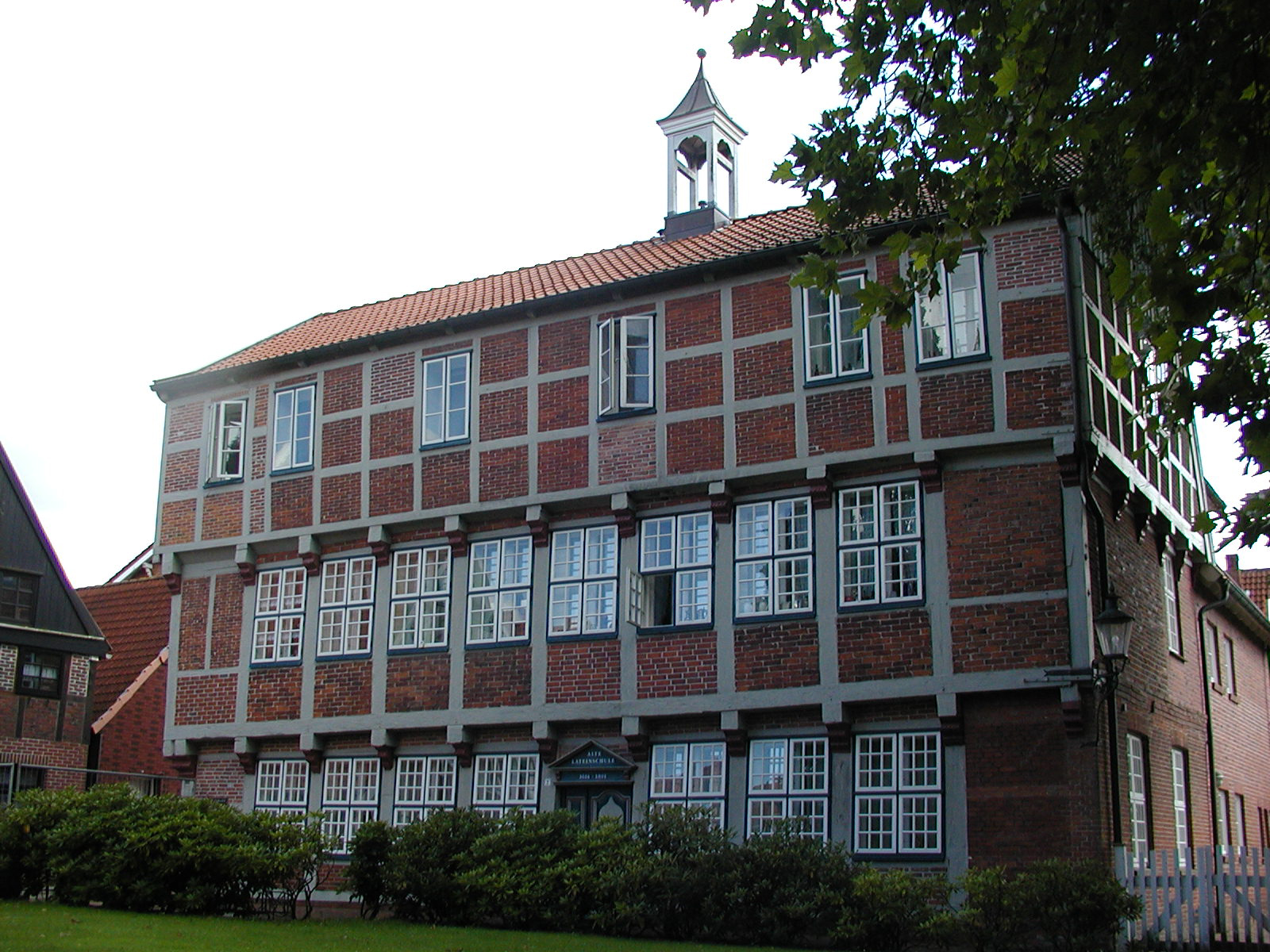
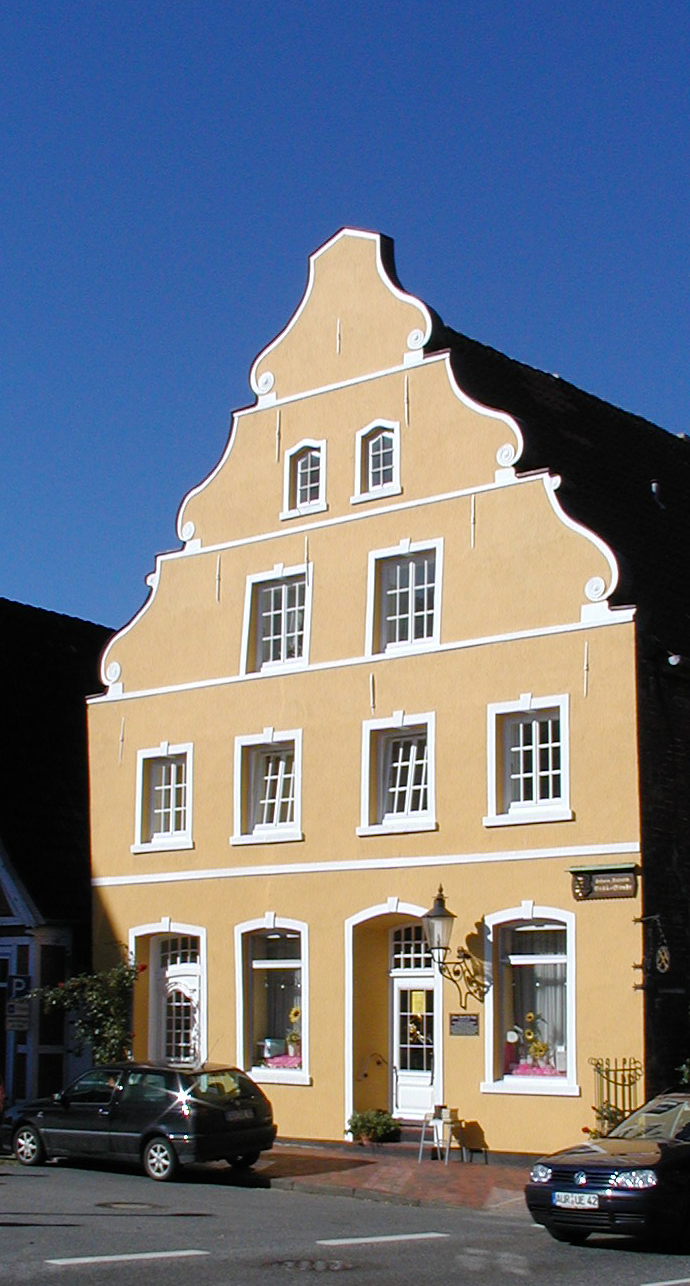
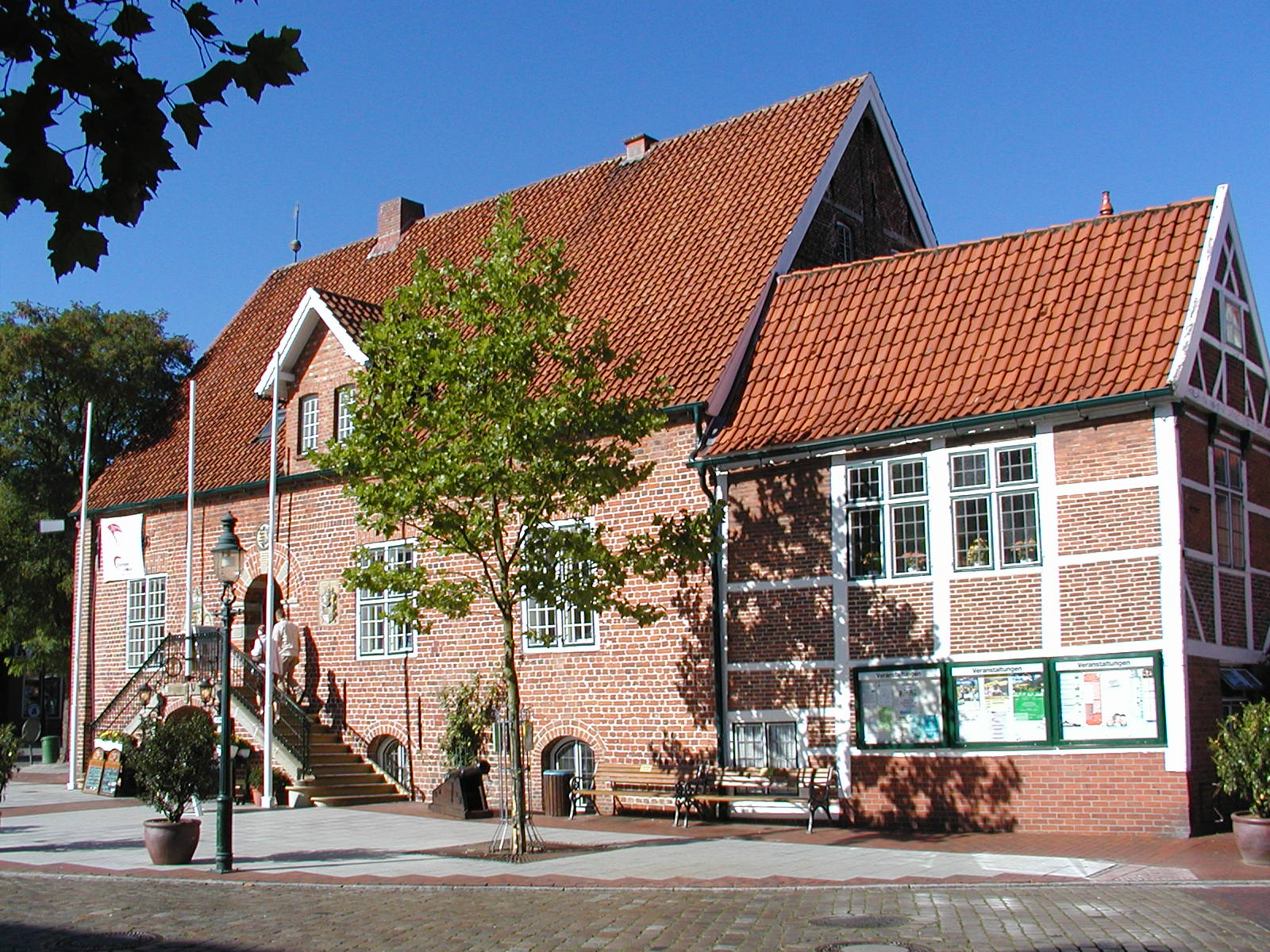
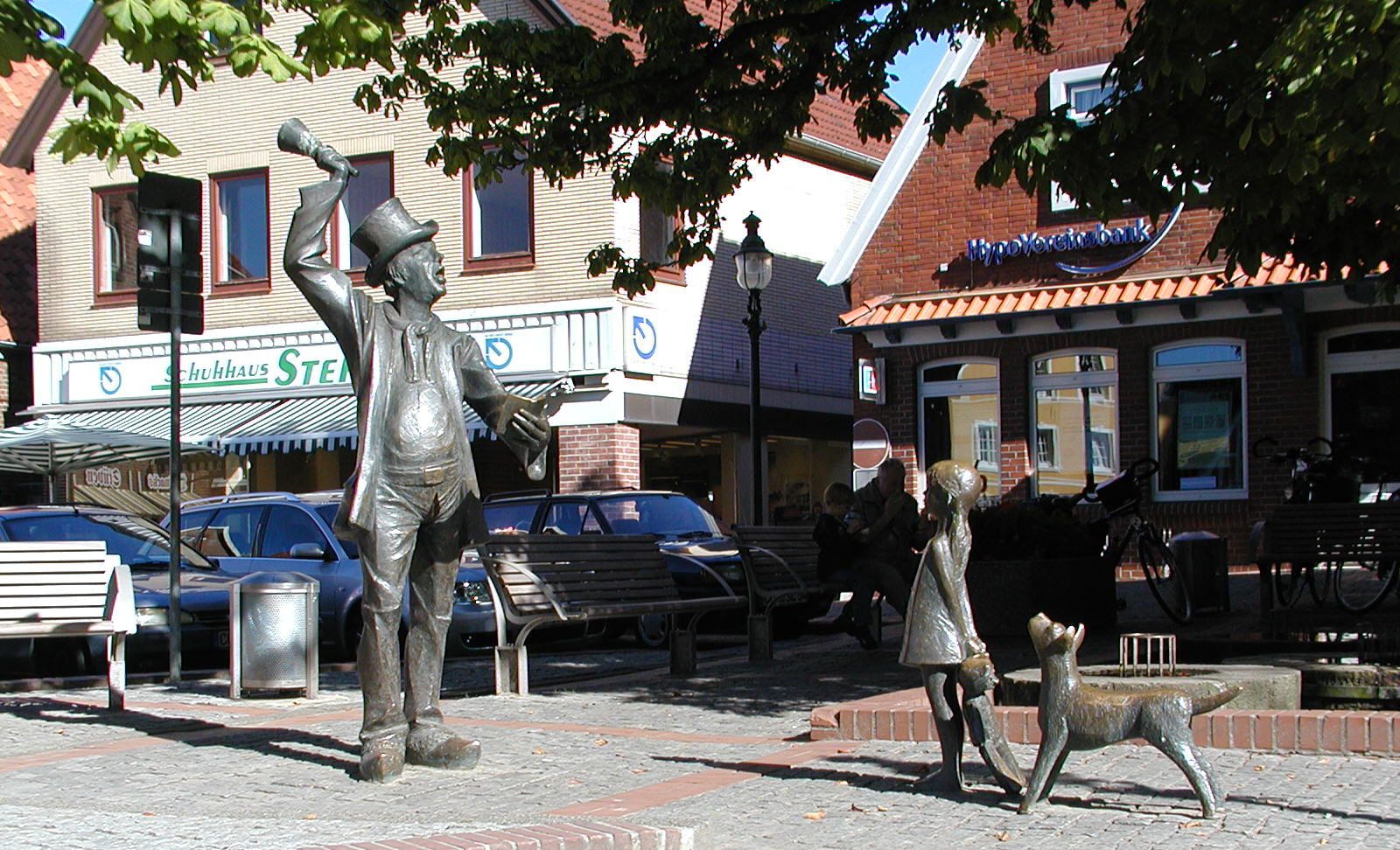
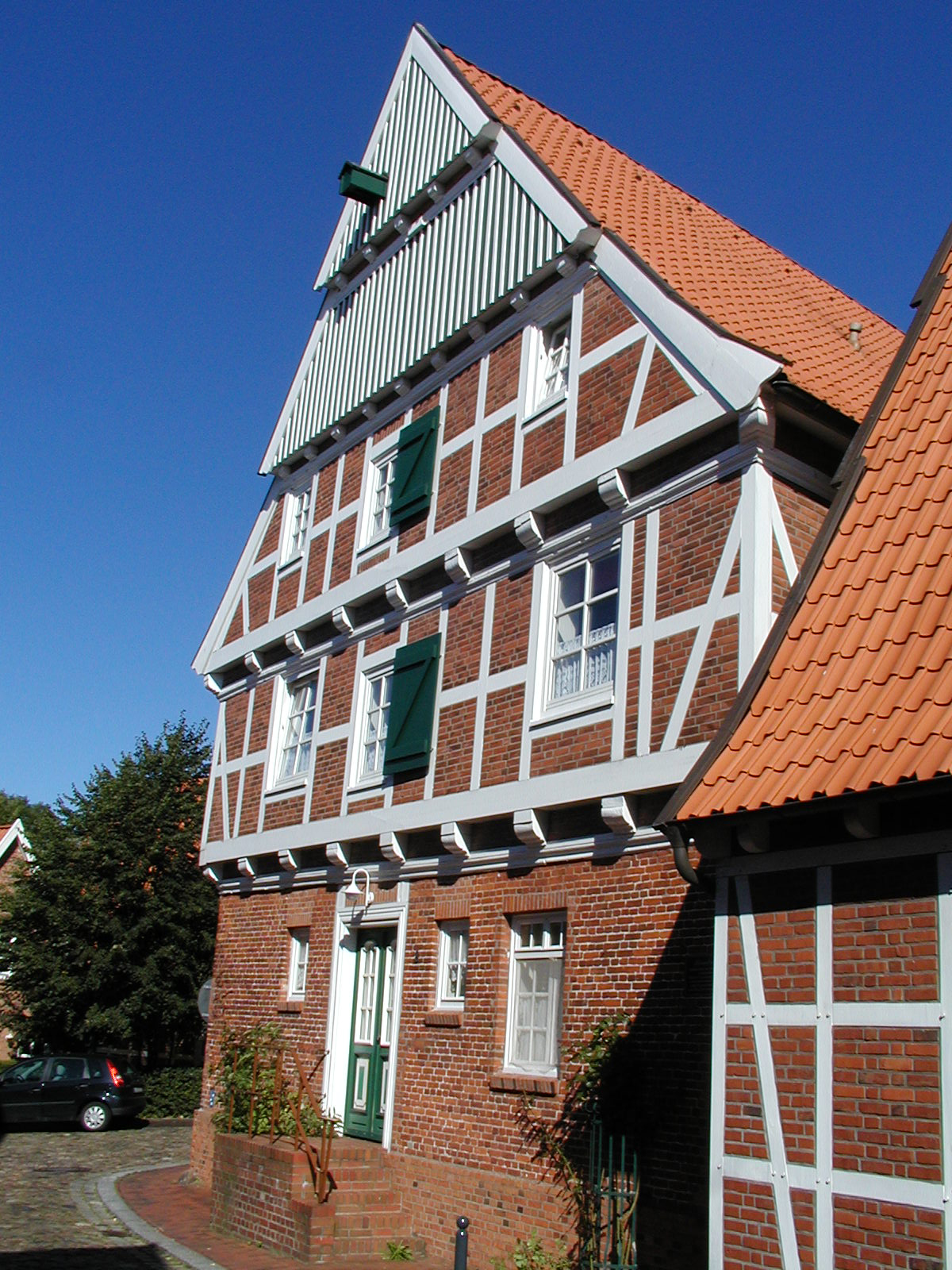
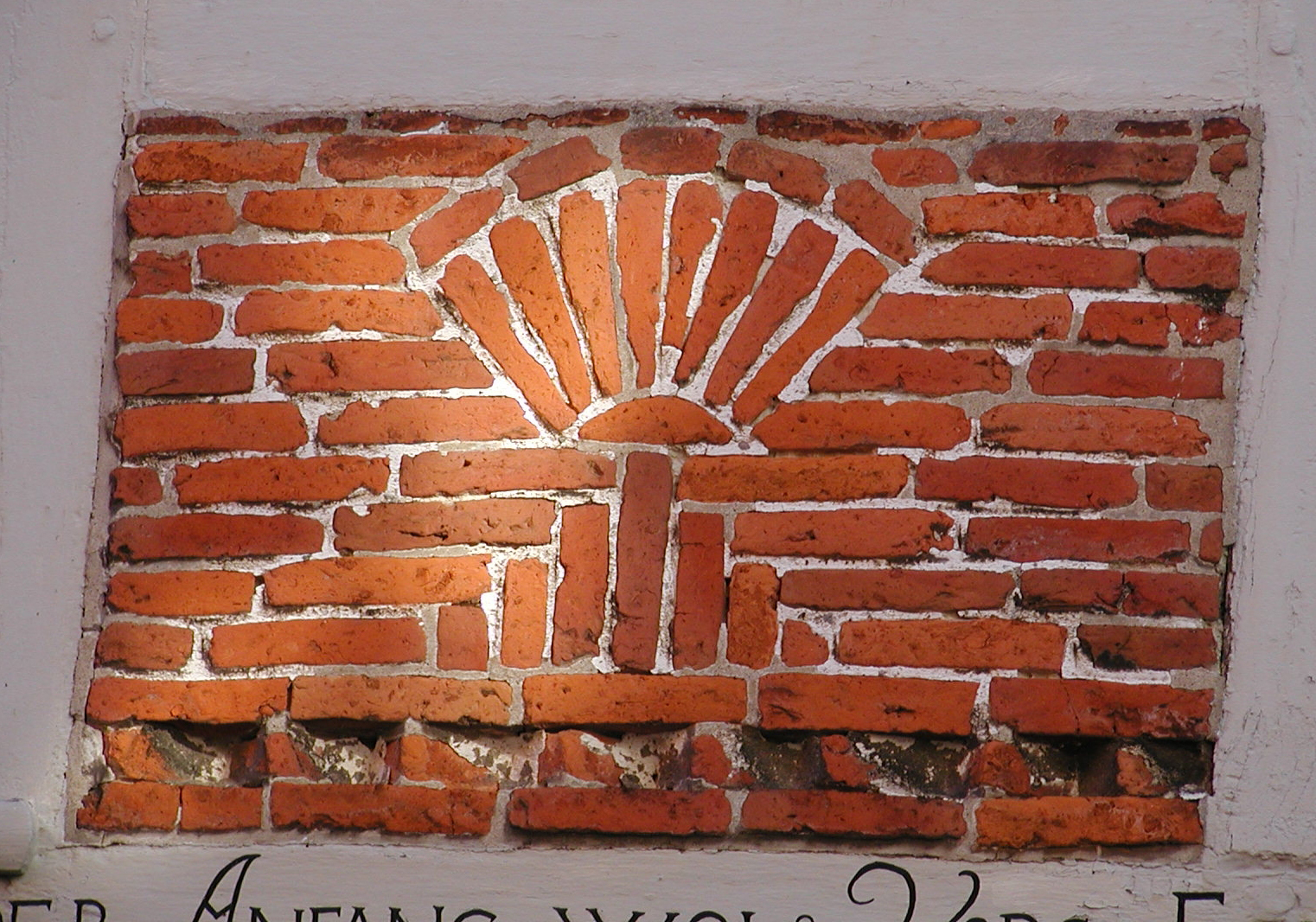
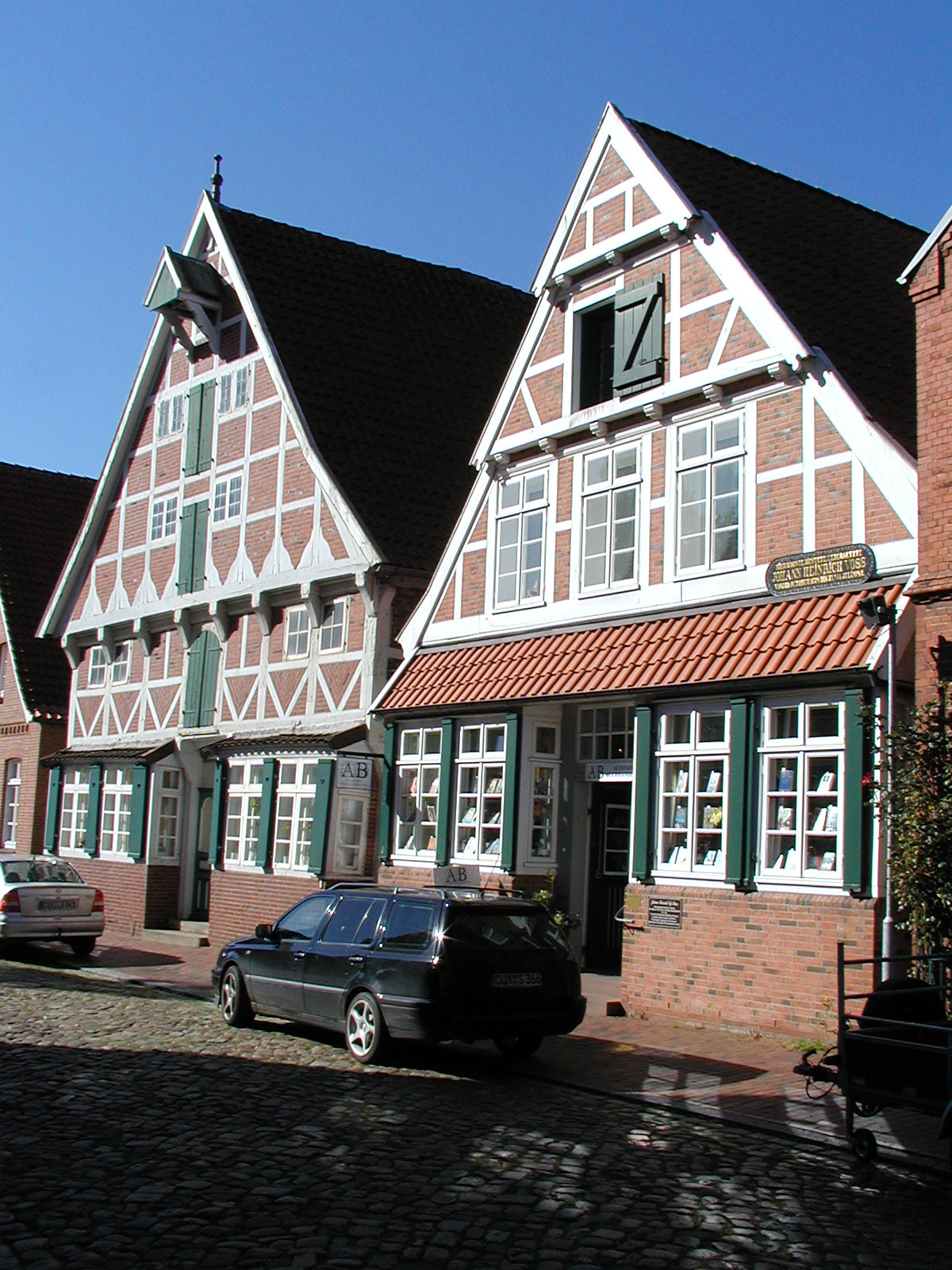
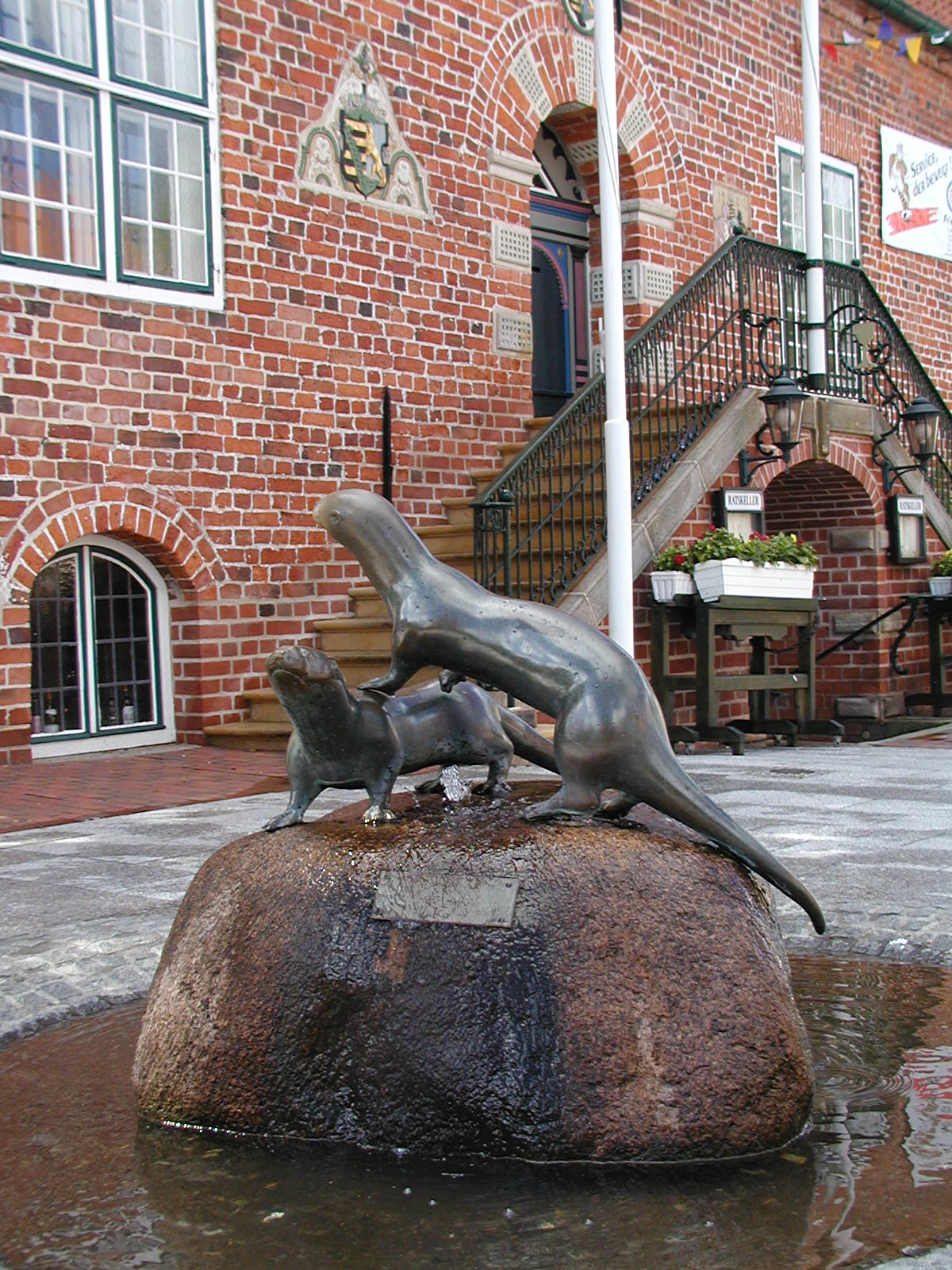
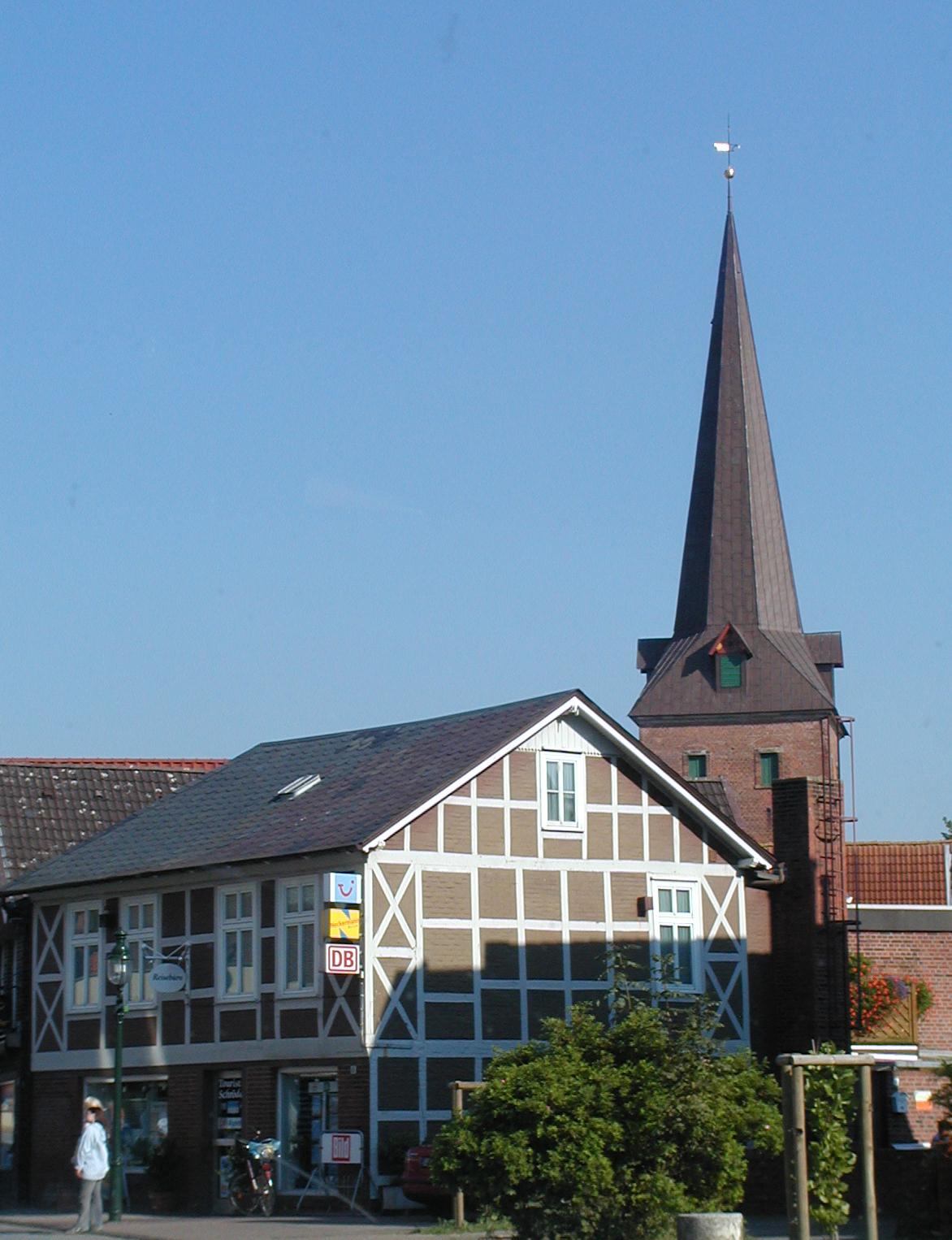
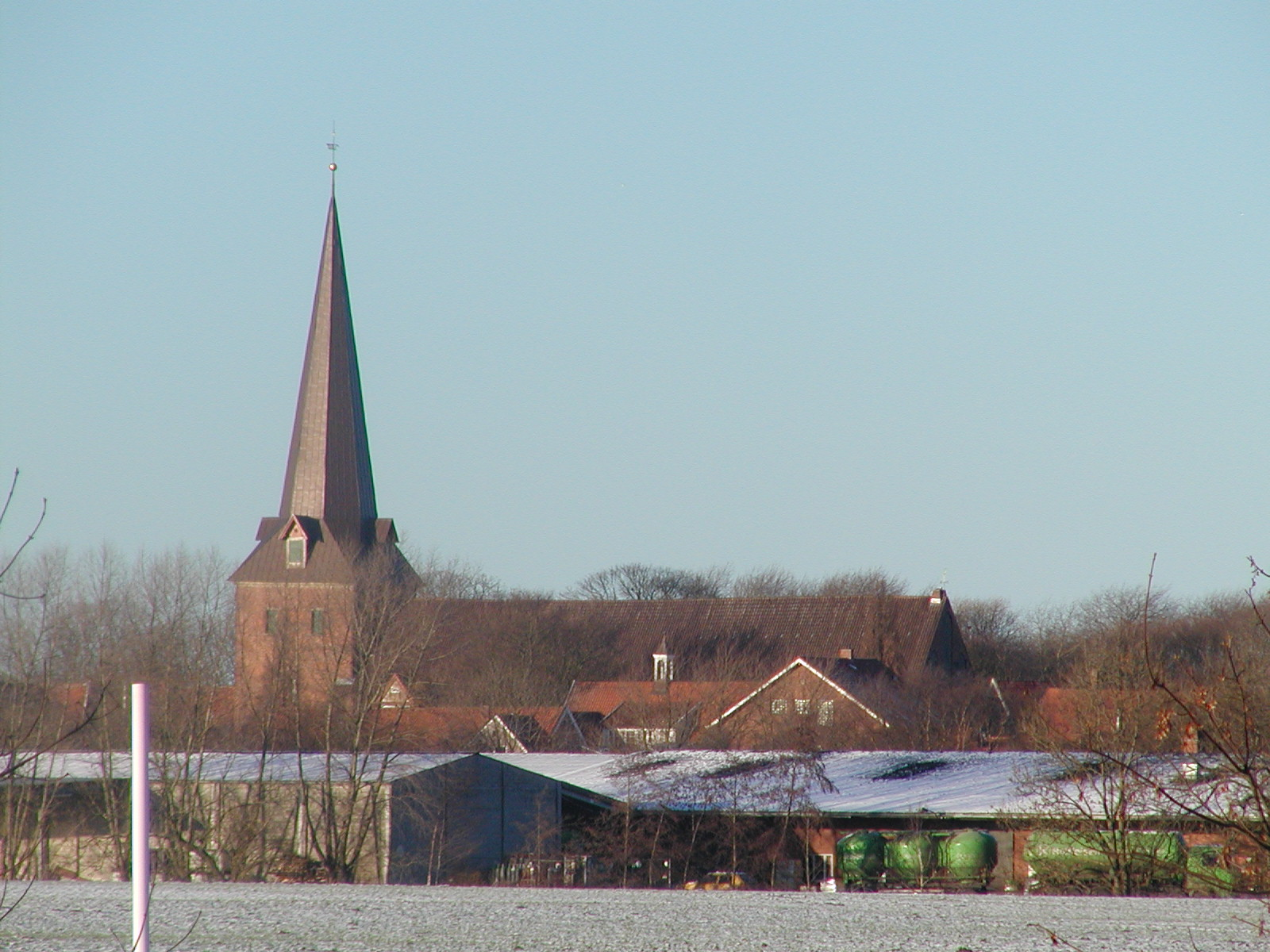
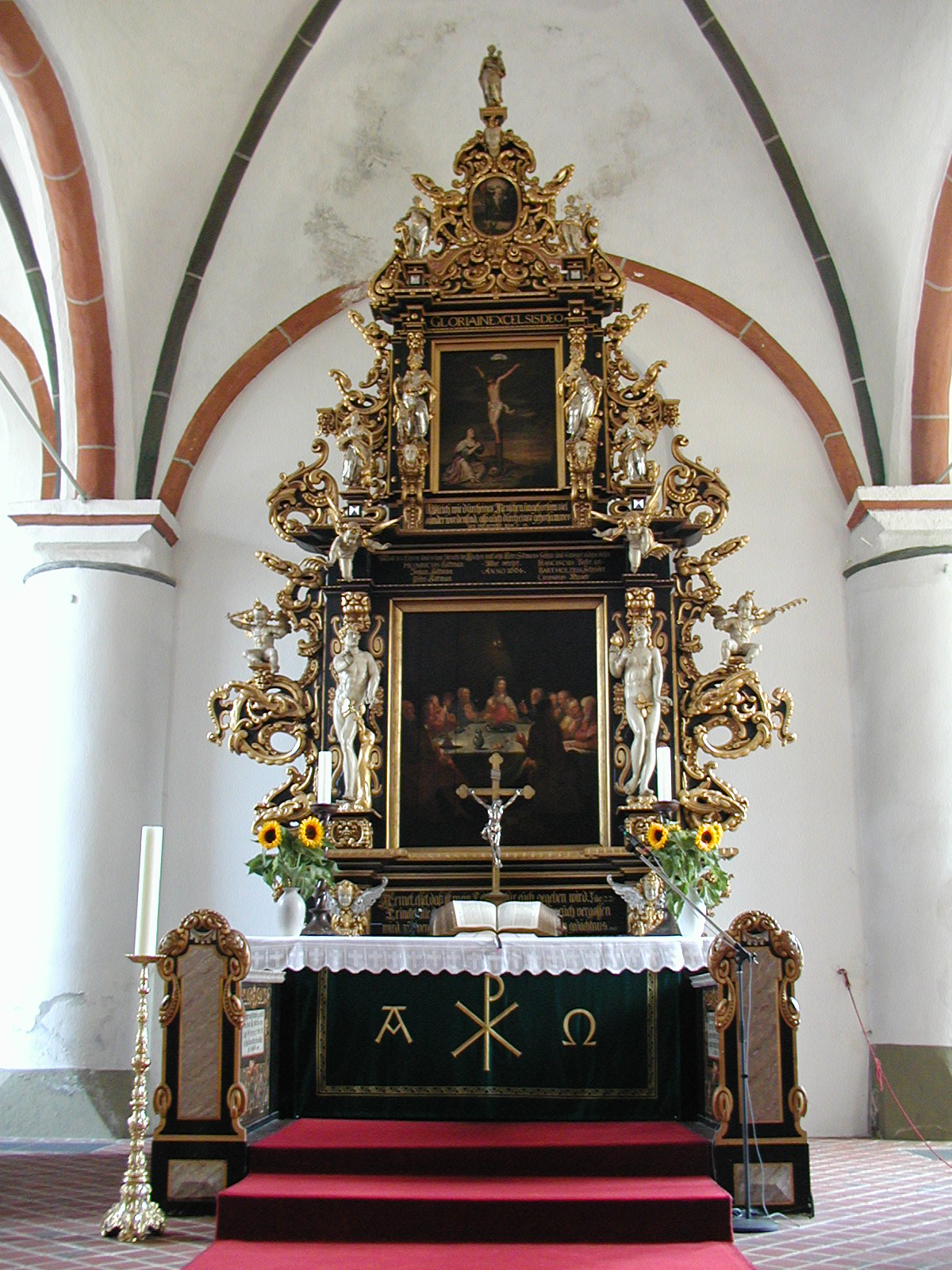
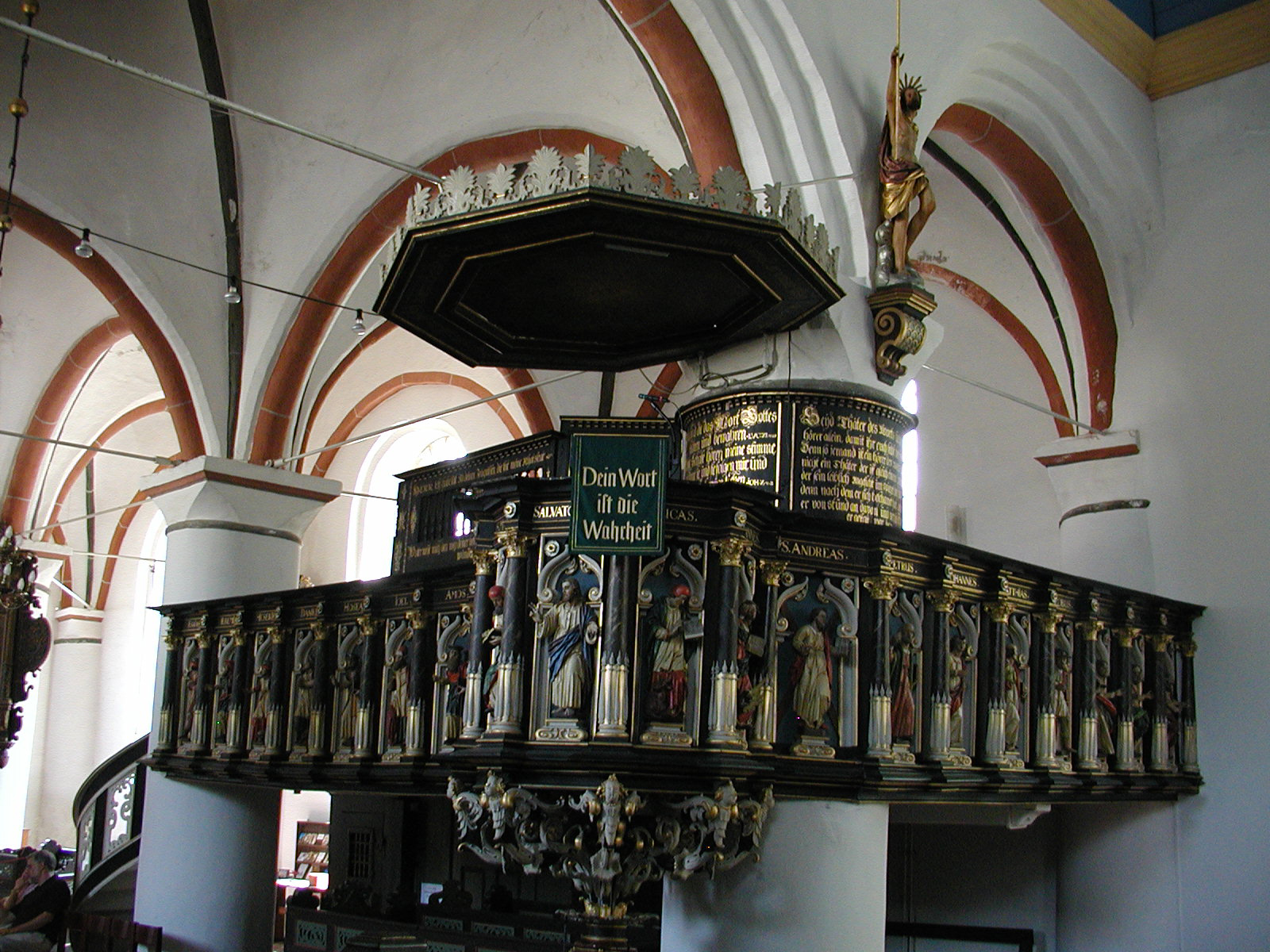
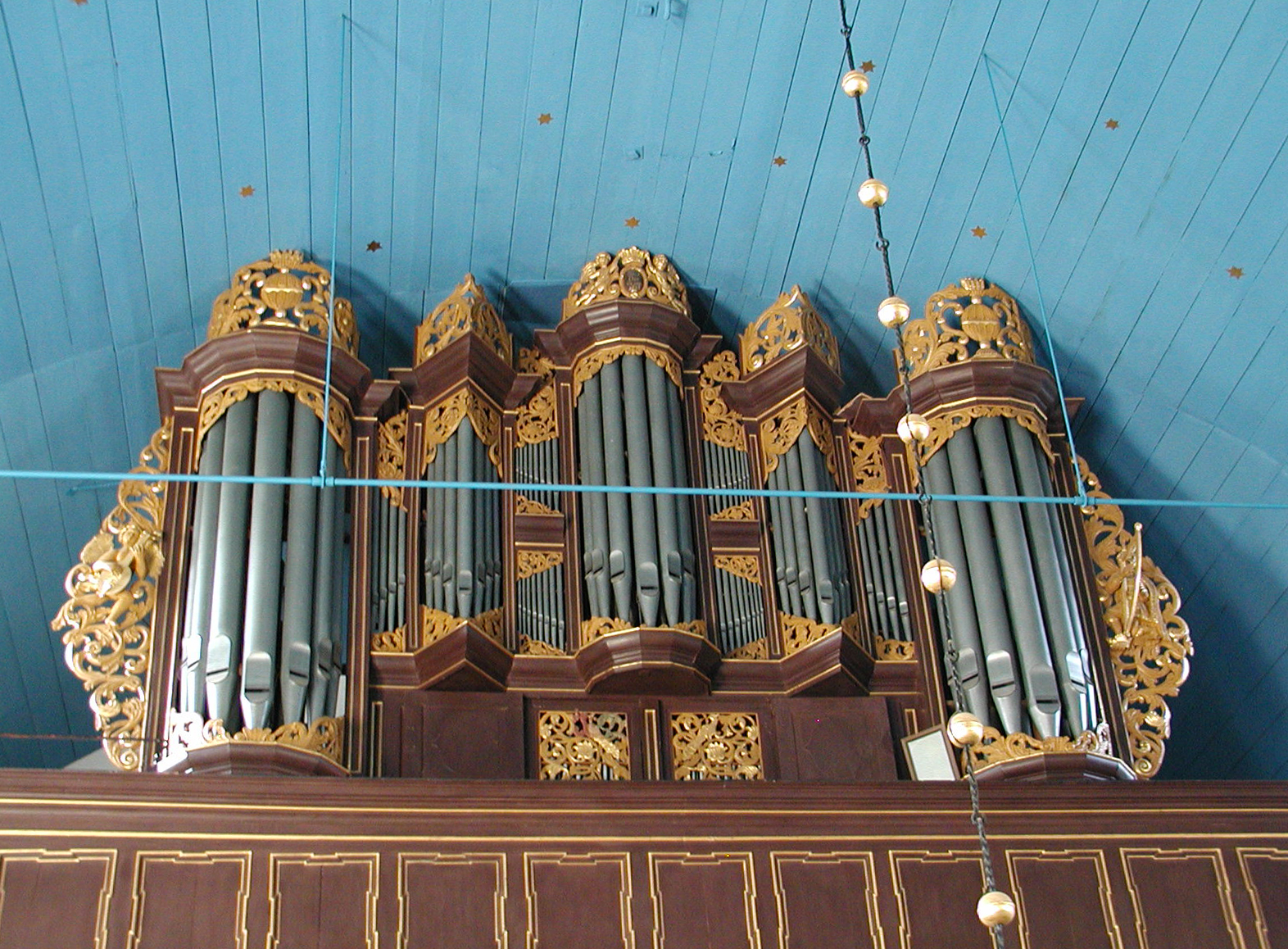
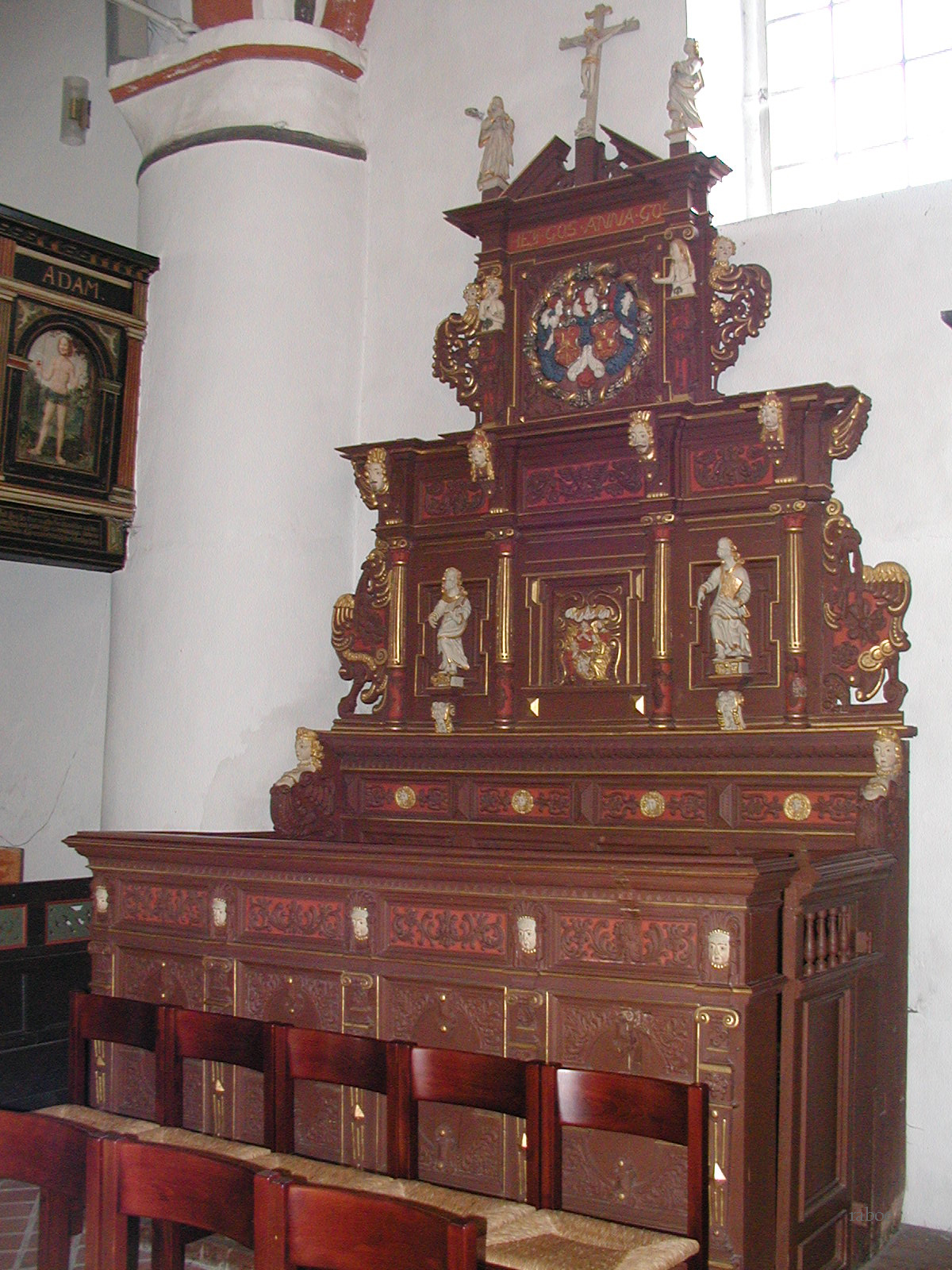
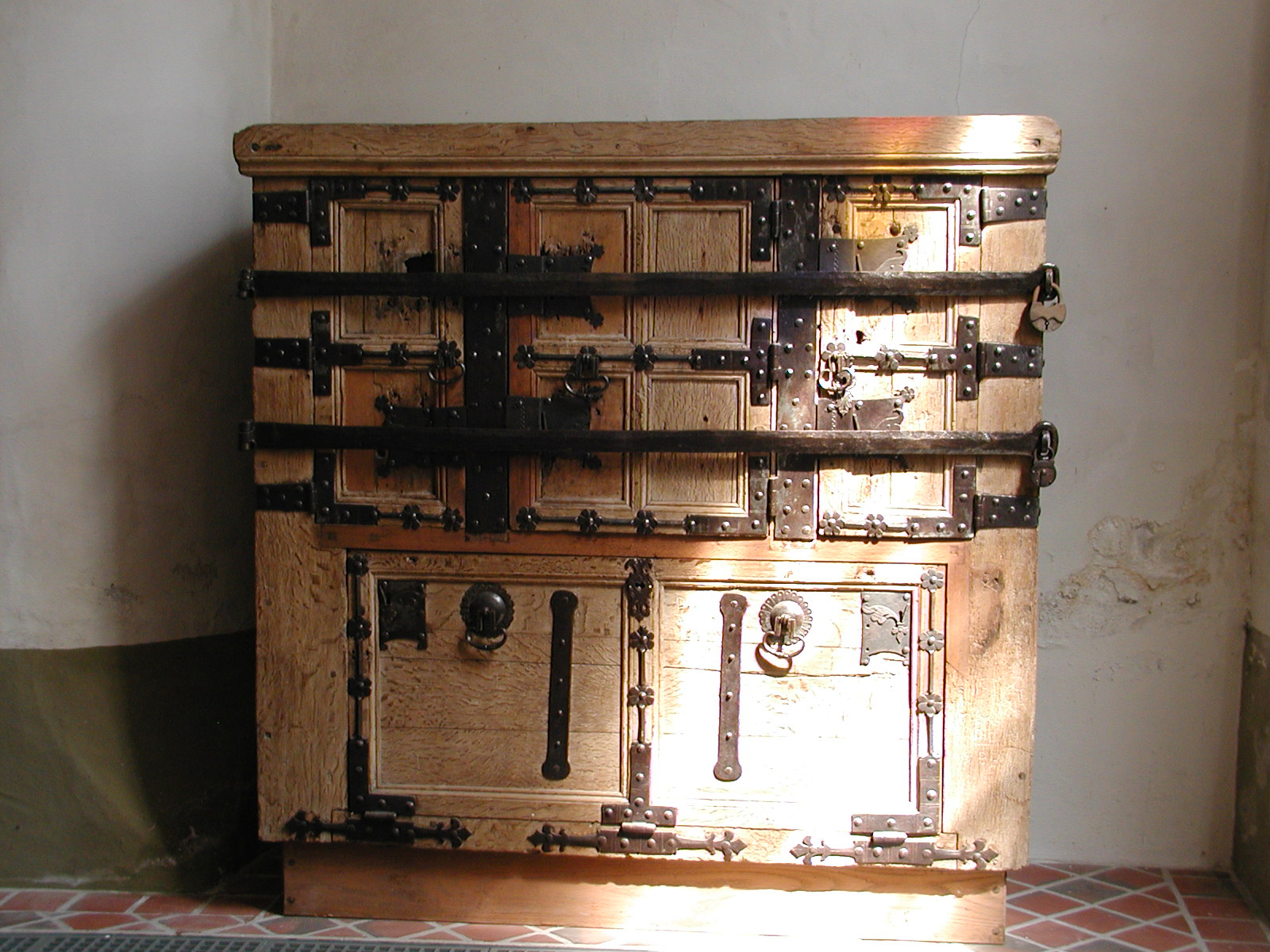
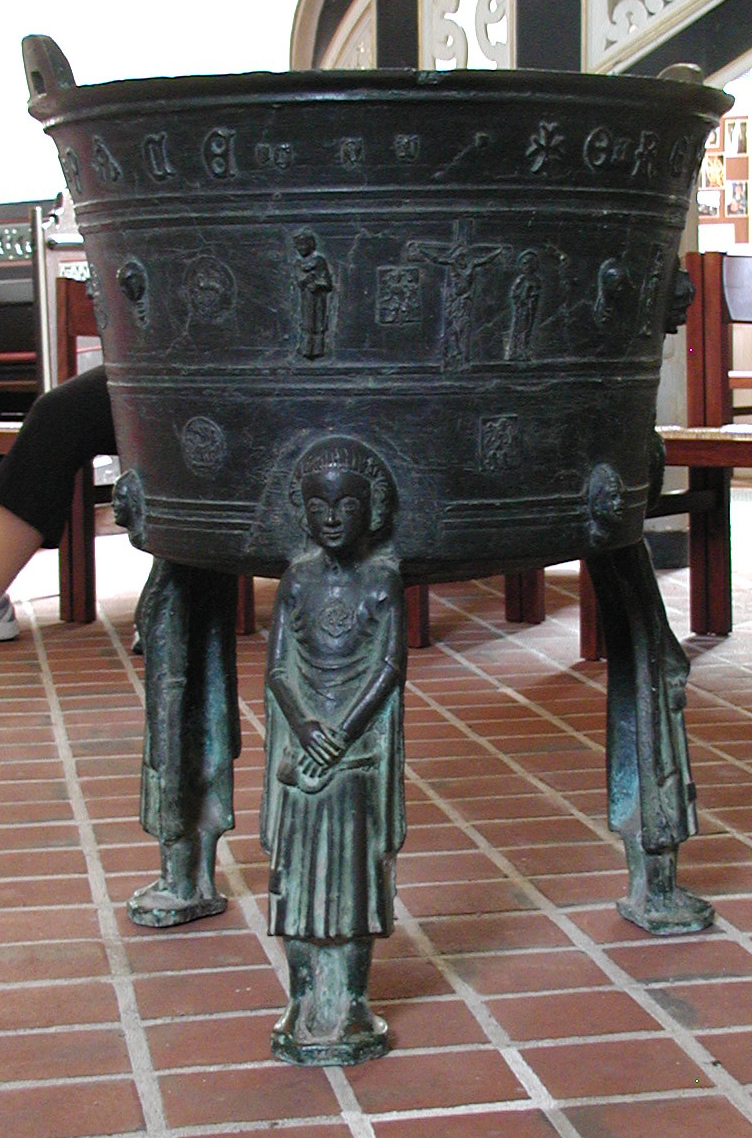
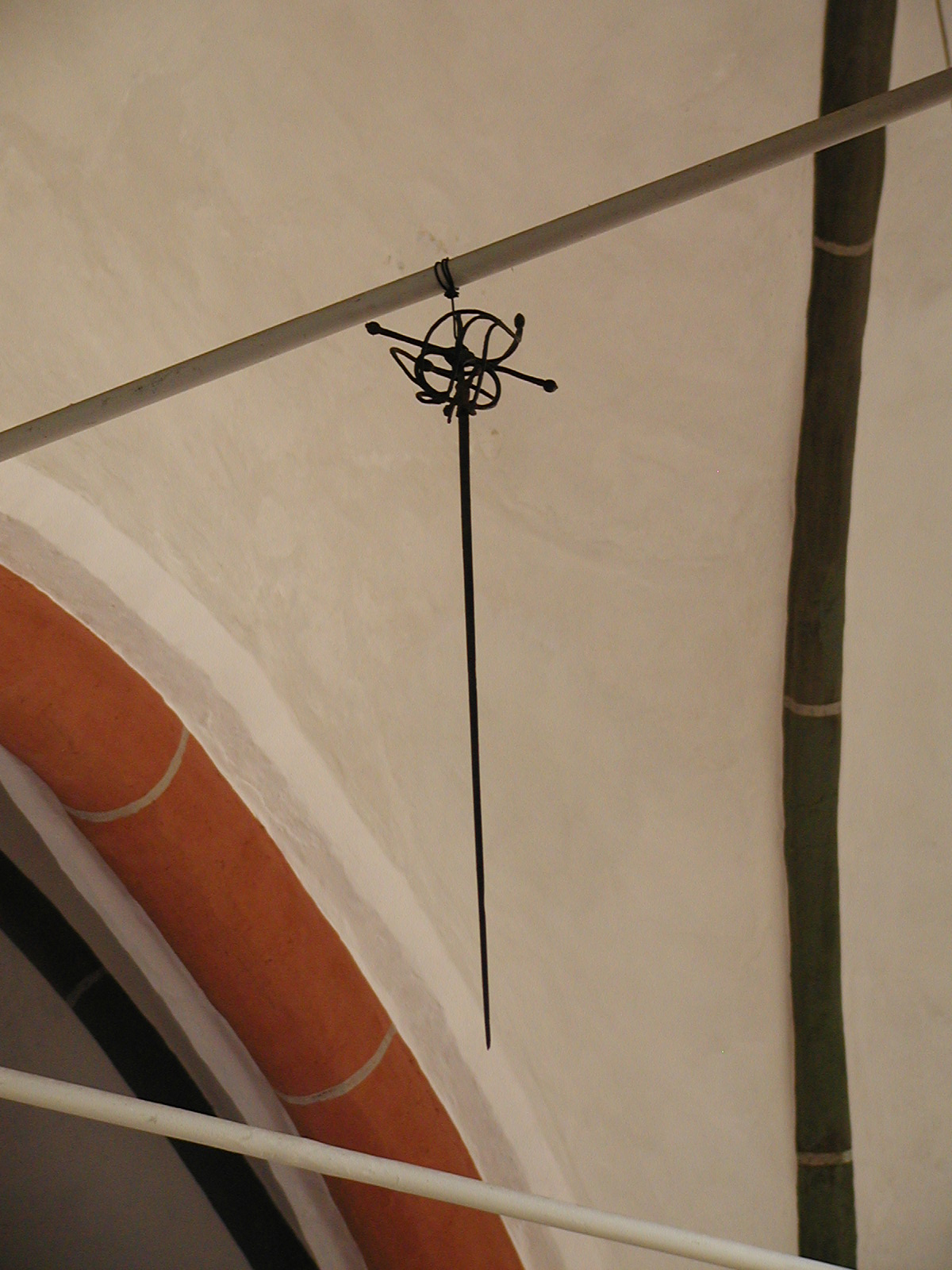
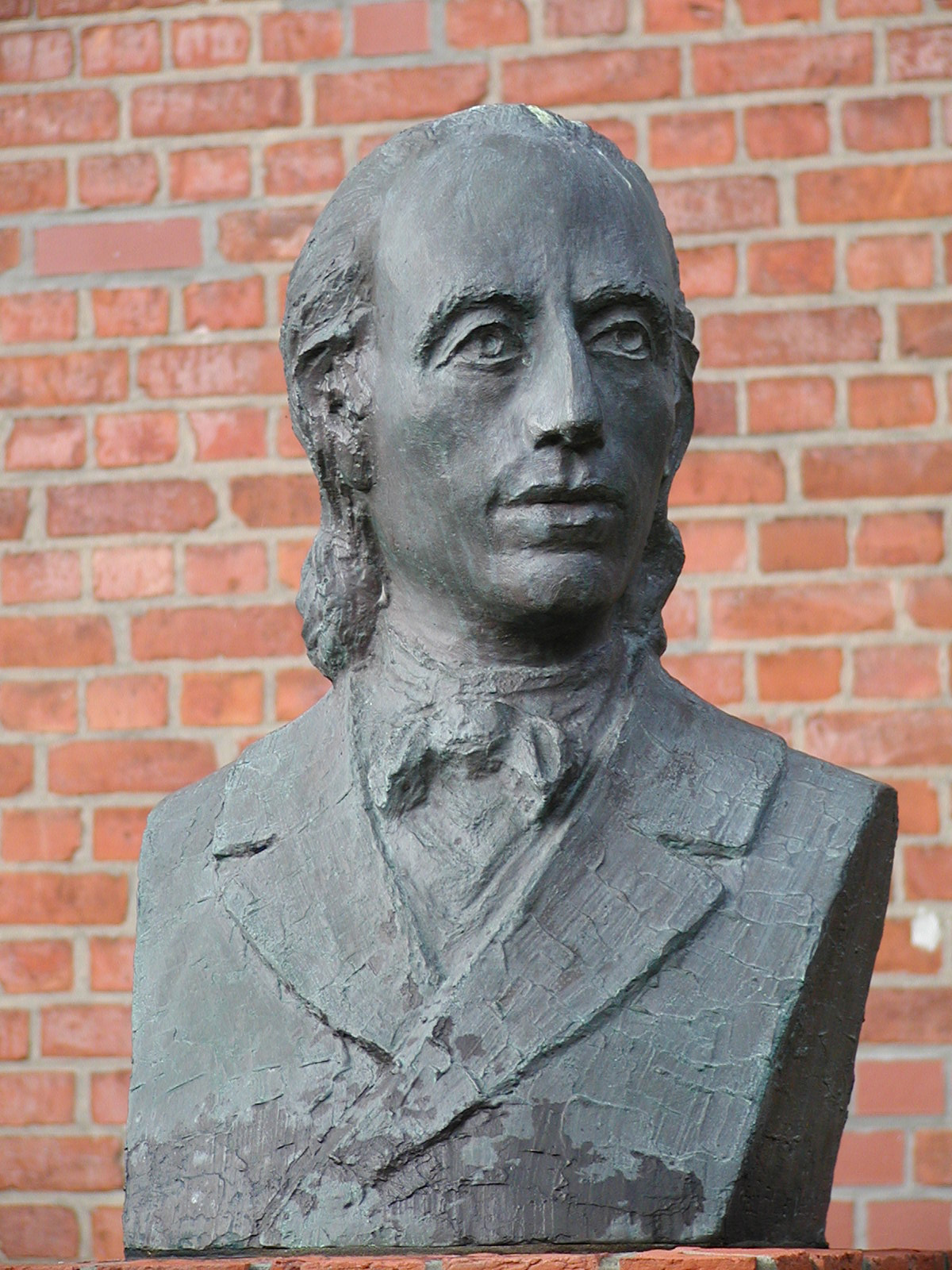
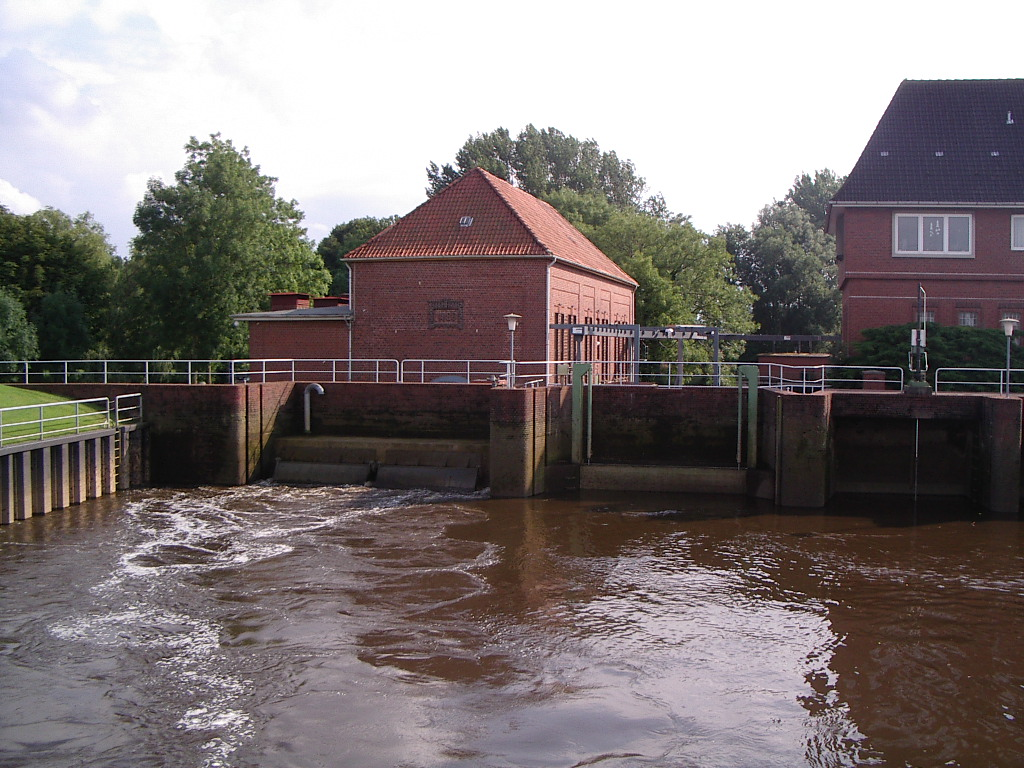
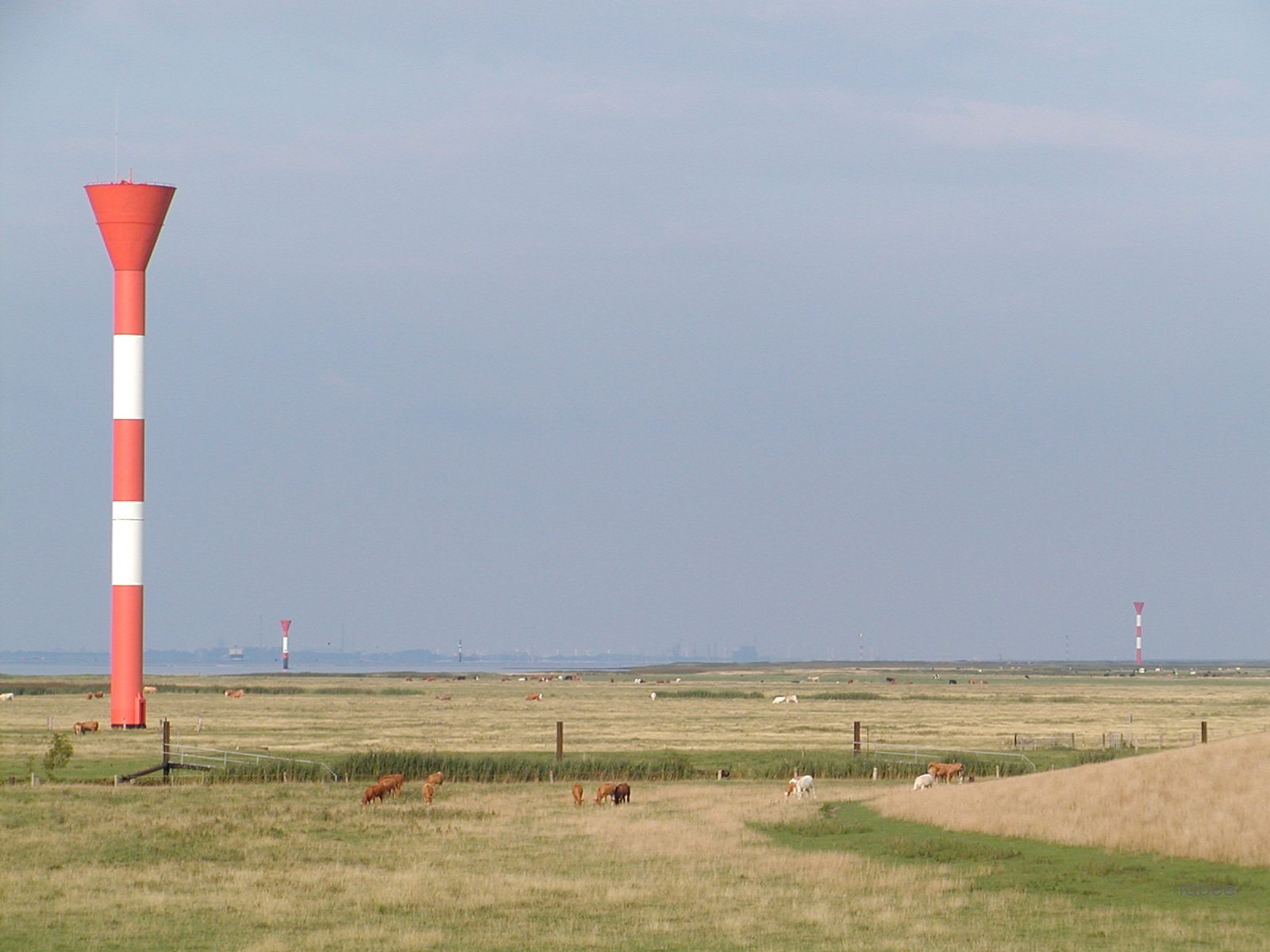
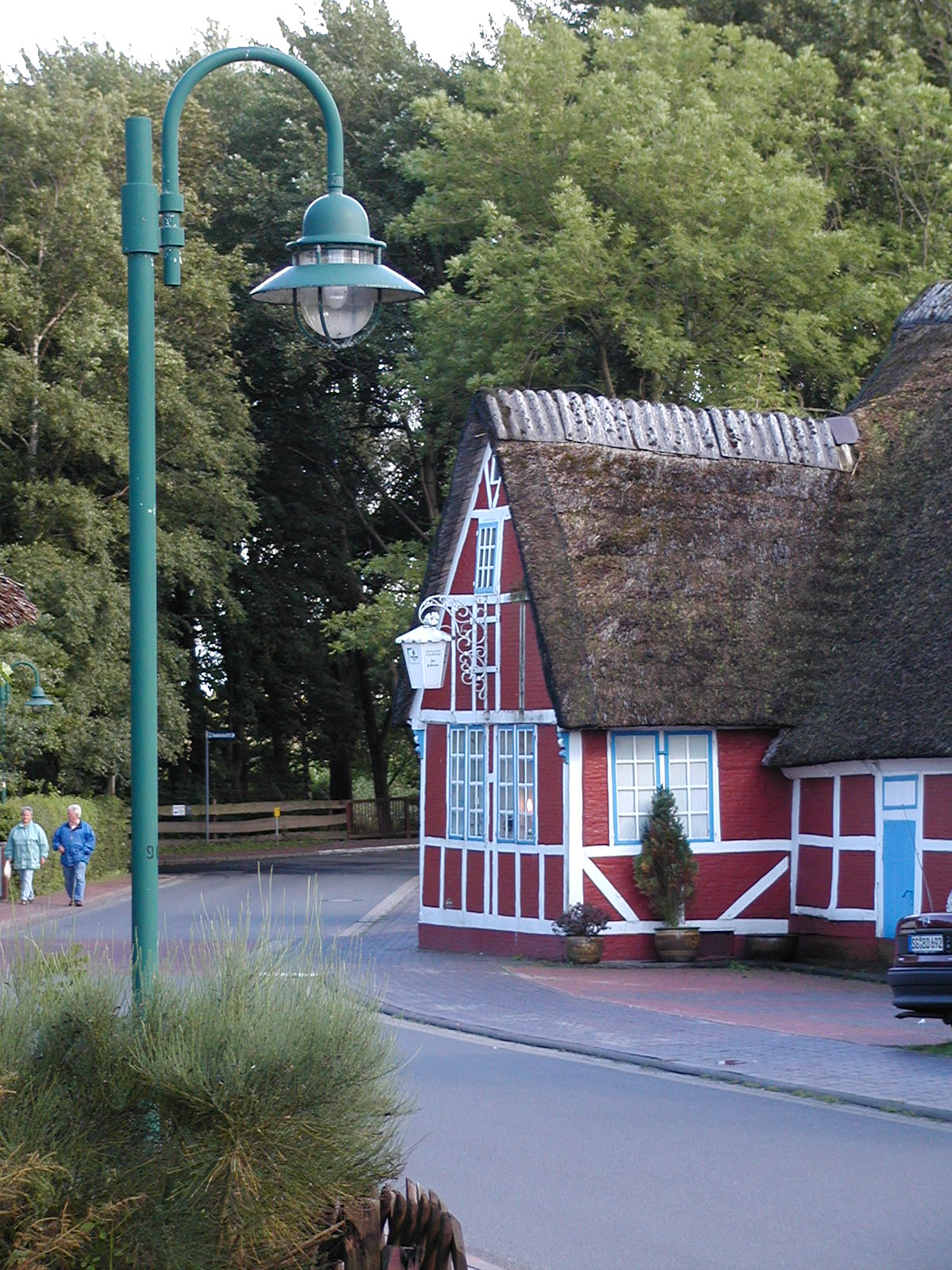
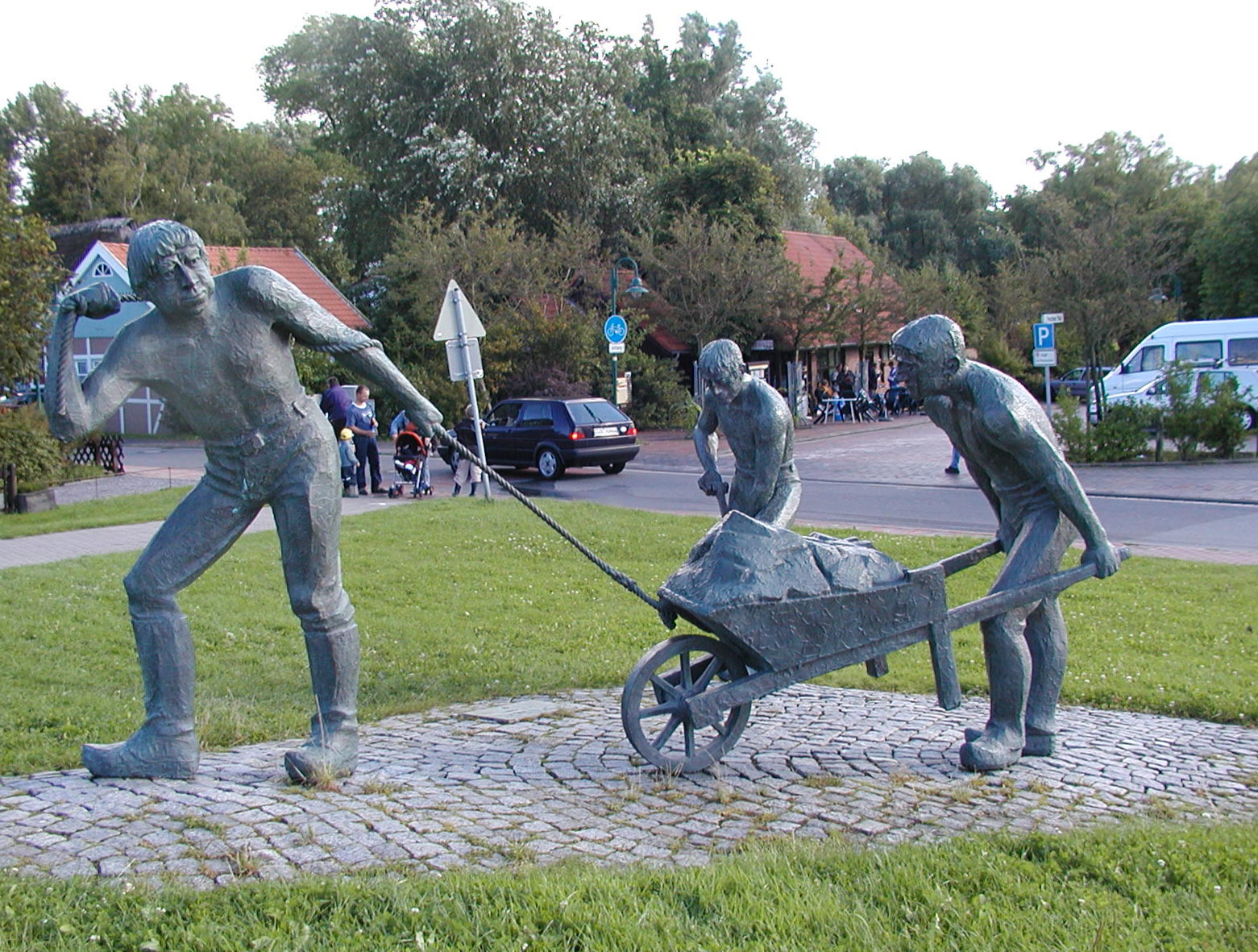
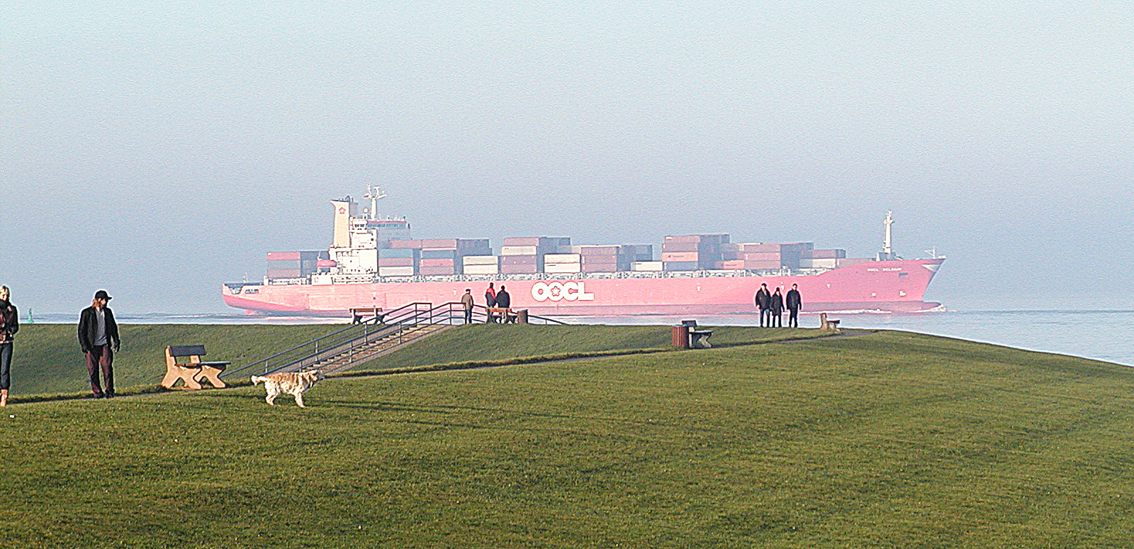
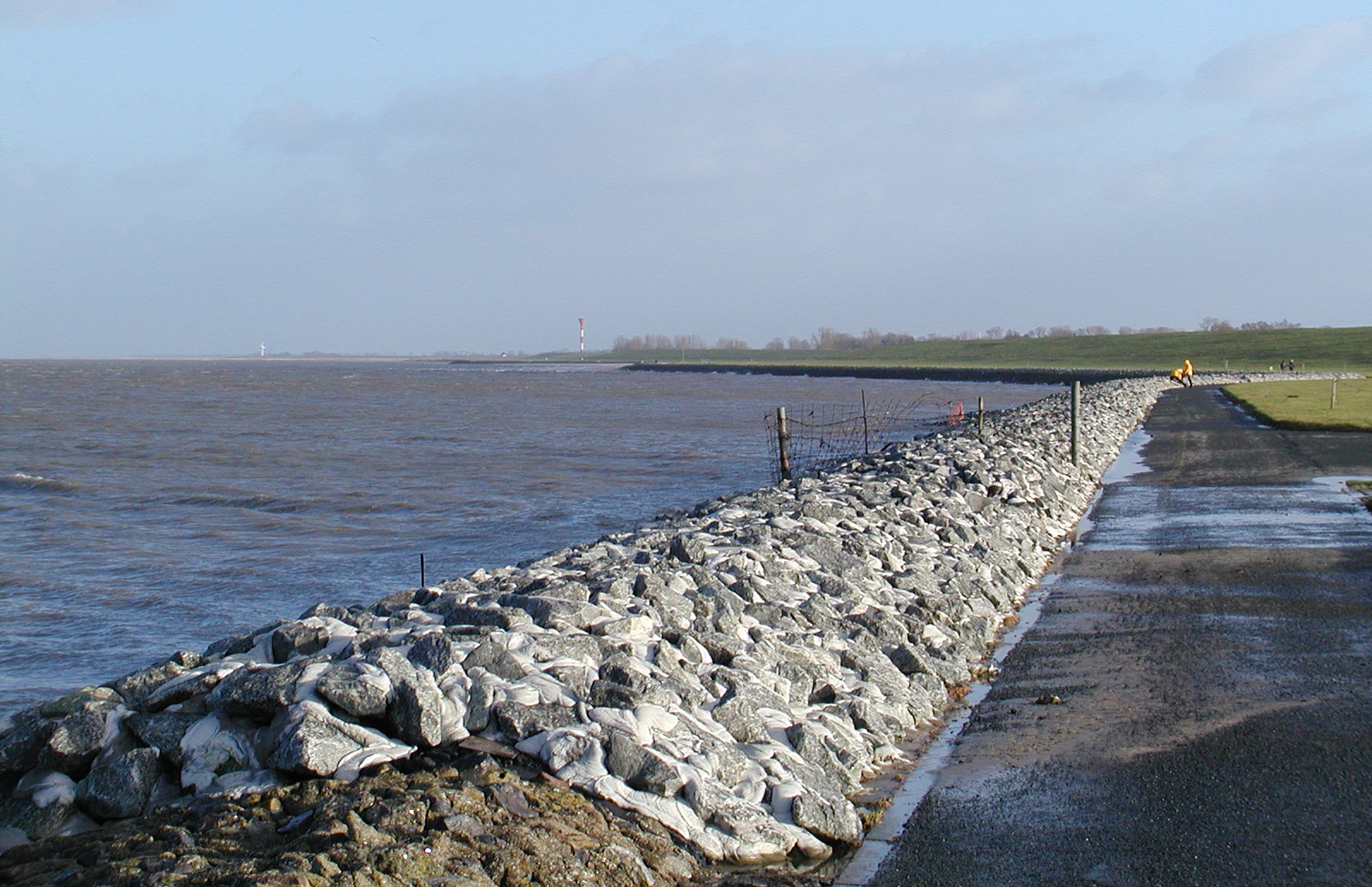